# Kawanishi Takehiko
Kawanishi Takehiko (sinh ngày 9 tháng 10 năm 1938) là một cầu thủ bóng đá người Nhật Bản.

## Đội tuyển bóng đá quốc gia Nhật Bản
Kawanishi Takehiko thi đấu cho đội tuyển bóng đá quốc gia Nhật Bản từ năm 1959 đến 1962.

## Thống kê sự nghiệp
| Đội tuyển bóng đá Nhật Bản | Đội tuyển bóng đá Nhật Bản | Đội tuyển bóng đá Nhật Bản |
| Năm                        | Trận                       | Bàn                        |
| -------------------------- | -------------------------- | -------------------------- |
| 1959                       | 1                          | 0                          |
| 1960                       | 1                          | 0                          |
| 1961                       | 5                          | 0                          |
| 1962                       | 1                          | 0                          |
| Tổng cộng                  | 8                          | 0                          |